# Oxytropis intermedia
Oxytropis intermedia är en ärtväxtart som beskrevs av Aleksandr Andrejevitj Bunge. Oxytropis intermedia ingår i släktet klovedlar, och familjen ärtväxter. Inga underarter finns listade i Catalogue of Life.